# Walther Nernst

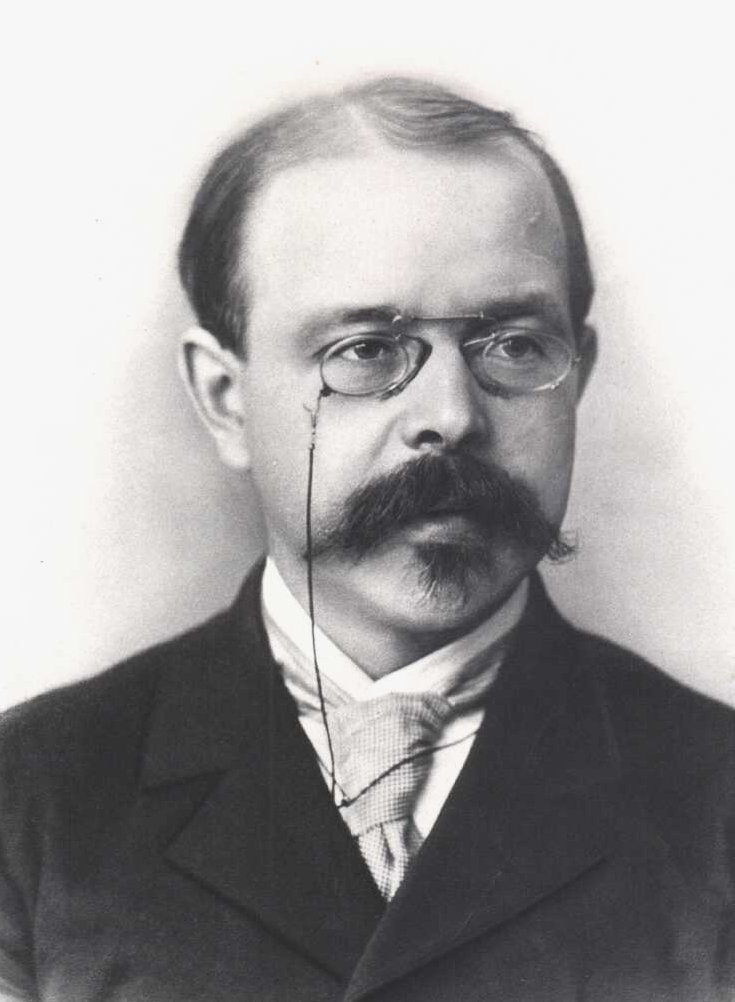
Walther Nernst

Walther Hermann Nernst, född 25 juni 1864 i Briesen (numera Wąbrzeźno) i Västpreussen, död 18 november 1941 i Zibelle (vid Bad Muskau) i Oberlausitz, var en tysk kemist. Nernst visade hur de termodynamiska lagarna kunde tillämpas inom en mångfald olika områden av kemin. Han studerade bland annat olika slags jämviktsreaktioner, bland annat fördelningsjämvikter. Den matematiska modellen för dessa brukar kallas Nernsts fördelningslag.

## Biografi
Nernst bedrev efter studentexamen studier under flera berömda forskare, bland annat studerade han tillsammans med Svante Arrhenius i Graz under Ludwig Boltzmann och Albert von Ettingshausen och i Würzburg under Friedrich Kohlrauschs ledning. I Würzburg promoverades han för en avhandling om den termomagnetiska effekten. 1887 hade Wilhelm Ostwald erhållit Tysklands första professur i fysikalisk kemi, och samma år kallade han Nernst till att bli sin assistent. Under denna tid författade Nernst sina grundläggande elektrokemiska arbeten, bland annat Die elektronmotorische Wirksamkeit der Ionen (1889), där han framlade sin berömda teori för den elektromagnetiska kraften hos koncentrationselement och galvaniska element.
Efter att ett par år ha verkat i Göttingen som extraordinarie professor blev Nernst ordinarie professor där 1894. Här inrättade han det nya fysikaliskt-kemiska institutet. Från alla länder strömmade lärjungar till och med dessa utförde Nernst ett intimt samarbete med rika frukter. Under sina första år här utarbetade han sin Theoretische Chemie (1893), som kom att inta en dominerande ställning och utkom i flera upplagor. Under Göttingentiden skrev han också tillsammans med Arthur Moritz Schoenflies Einführung in die mathematische Behandlung der Naturwissenschaften. De viktigaste undersökningarna från dessa år rör fördelningssatsen, dielektrictitetskonstanten och elektrostriktionen. 1897 löste han ett tekniskt problem, i det han konstruerade den så kallade Nernstlampan. Under en följd av år redigerade han den av Wilhelm Borchers utgivna Zeitschrift für Elektrochemie.
Nernst kallades 1905 till Berlin som professor i fysikalisk kemi. Nernst och hans skolas undersökningar kom här att koncentreras på det termodynamiska området. Det viktigaste resultatet blev upptäckten av den så kallade Nernstska värmesatsen. Denna sats kom Nernst med sina elever att pröva i ett antal mycket noggranna experimentalundersökningar. En stor del av dessa gäller atomvärmen vid låga temperaturer och gav resultat som stred mot den klassiskt-kinetiska teorin men stämde med på kvantteorin grundade beräkningar av Albert Einstein och Peter Debye, varigenom de bidrog till kvantteorins genombrott. En sammanfattning av sina 1906 påbörjade arbeten över hithörande frågor lämnade Nernst i Die theoretischen und experimentellen Grundlagen des neuen Wärmesatzes (1918).
Krigsåren under första världskriget betecknade han som år av nöd och dysterhet, båda hans söner stupade som officerare. Själv tjänstgjorde han vid en kemisk fabrik. Efter kriget fortsatte han sitt vetenskapliga arbete. År 1920 erhöll han Nobelpriset i kemi "såsom ett erkännande för hans termokemiska arbeten". 1922 övertog han presidiet för Physikalisch-technische Reichsanstalt men lämnade detta redan 1924 för att i stället efterträda Heinrich Rubens som professor i fysik vid Berlins universitet. Nernst invaldes som ledamot av Kungliga Vetenskapsakademien 1919. Han tilldelades Franklinmedaljen 1928.
Ett termodynamiskt postulat med stor giltighet som formulerades av Nernst utsäger att det inte är möjligt att med hjälp av någon anordning sänka temperaturen hos ett system till den absoluta nollpunkten.